# Bundesautobahn 4
La Bundesautobahn 4 (A 4) è un'autostrada tedesca. Essa parte dal confine coi Paesi Bassi, vicino ad Aquisgrana, e termina vicino a Görlitz, al confine con la Polonia.
L'autostrada è divisa sostanzialmente in due tronconi, il primo va da Aquisgrana a Krombach, circa 70 km ad est di Colonia, il secondo parte dal Dreieck Hattenbacher (intersezione con la A 5 e la A 7).
L'autostrada ha due brevi tratti in comune con altre autostrade, il primo va dal Dreieck Heumar al Kreuz Köln-Ost, in comune con la A 3, il secondo dal Dreieck Hattenbacher al Kircheimer Dreieck in comune con la A 7.

## Storia
La costruzione dell'autostrada tra Aquisgrana e Colonia ebbe inizio nel 1936 con la posa della prima pietra, ma nel 1942 era stato aperto al traffico solo il tratto tra Aquisgrana e Düren.
Nel frattempo, salvo alcuni manufatti ancora non operativi, tra il 1935 ed il 1943 venne costruito l'intero tratto tra Bad Hersfeld e Dresda.
Dopo la seconda guerra mondiale ripresero i lavori, nel 1960 l'autostrada era completa tra Aquisgrana e Colonia, mentre nel 1970 venne aperto il tratto fino ad Olpe.
Dalla fine della guerra fino al 1992 l'autostrada venne lentamente restaurata nella sua parte orientale, e, negli ultimi anni è stato aperto il tratto tra Dresda ed il confine con la Polonia situato presso Görlitz. In questo tratto vi si trova il tunnel Berge, lungo più di 3 200 metri, secondo tunnel autostradale per lunghezza dell'intera Germania.

## L'autostrada oggi
L'autostrada ha origine dal confine con i Paesi Bassi, nei pressi di Bocholt e fino all'interconnessione con la BAB 44 sita ad Aquisgrana ha due corsie più emergenza per carreggiata; nel tratto tra Aquisgrana e Colonia (o, più precisamente, tra Aquisgrana e Düren e tra Kerpen e l'interconnessione con la A 3 è a tre corsie più emergenza per carreggiata.
Tra Colonia e Krombach l'autostrada torna a due corsie più emergenza per carreggiata, salvo sporadici tratti a tre corsie nell'una e nell'altra carreggiata.
Nella sezione orientale l'autostrada ha due corsie per senso di marcia (con la corsia di emergenza mancante in brevi tratti) tra Bad Hersfeld e lo svincolo di Wommen, da dove diventa a tre corsie più emergenza fino a Dresda, salvo brevi tratti descritti nella sezione sottostante.
Da Dresda fino al confine polacco l'autostrada è nuovamente a due corsie più emergenza per senso di marcia.

## Lavori in corso
Una serie di lavori in corso interessa quest'autostrada:
- realizzazione dei nuovi tratti Düren - Kerpen (apertura prevista nel 2014) e Magdala - Jena (apertura prevista nel 2012); in questi tratti non è infatti possibile allargare l'autostrada, che si trova allo stato di costruzione, a due corsie per carreggiata senza corsia di emergenza; questi lavori, una volta terminati permetteranno di avere le intere tratte Aquisgrana - Colonia e Bad Hersfeld - Dresda interamente a tre corsie più emergenza per carreggiata.
- realizzazione della terza corsia, per brevi tratte, nelle zone di Eisenach, Sättelstädt, Jena, Ronneburg e Limbach.

## Progetti futuri
Si parla da anni di congiungere le due tratte di quest'autostrada, costruendo un nuovo tratto autostradale da Krombach a Bad Hersfeld, ma addirittura una parte del tracciato in progetto è stata tolta dall'elenco delle opere prioritarie da costruire in Germania, per cui non se ne vedrà una cantierizzazione entro breve.
Dovrebbero invece partire i lavori per la realizzazione della terza corsia dall'allacciamento con la A 7 e lo svincolo di Wommen, una volta terminati tali lavori (che sono stati indicati nel 2006 come prioritari) il tratto da Bad Hersfeld a Dresda sarà interamente a tre corsie più emergenza per carreggiata.

## Percorso
| A 4 AACHEN - KROMBACH |           |                                  |              |                               |                |
| Tipo                  | n° uscita | Indicazione                      | km           | Corrispondenze                | Strada europea |
|                       | 1         | Confine di Stato - Paesi Bassi   | 0,0          |                               |                |
|                       | 2         | Aachen Laurensberg               | 4,2          |                               |                |
|                       | 3         | Aachen Zentrum                   | 6,6          |                               |                |
|                       | 4         | Kreuz Aachen (Westteil)          | 11,0         |                               |                |
|                       | 4a        | Kreuz Aachen (Ostteil)           | 11,7         |                               |                |
|                       |           | Area di servizio "Aachener Land" | 14,4         |                               |                |
|                       | 5a        | Eschweiler West                  | 16,9         |                               |                |
|                       | 5b        | Eschweiler Ost                   | 20,3         |                               |                |
|                       | 6         | Weisweiler                       | 22,6         |                               |                |
|                       | 7         | Düren                            | 31,7         |                               |                |
|                       | 8         | Buir                             | 41,4         |                               |                |
|                       | 9         | Kerpen                           | 50,3         |                               |                |
|                       | 9a        | Kreuz Kerpen                     | 50,9         |                               |                |
|                       |           | Area di servizio "Frechen"       | 57,9         |                               |                |
|                       | 9b        | Frechen Nord                     | 61,1         |                               |                |
|                       | 10        | Kreuz Koln West                  | 62,9         |                               |                |
|                       | 11        | Koln Klettenberg                 | 68,4         |                               |                |
|                       | 11b       | Koln Eifeltor                    | 69,7         |                               |                |
|                       | 12        | Kreuz Koln Sud                   | 73,0         |                               |                |
|                       | 13        | Koln Poll                        | 76,7         |                               |                |
|                       | 14        | Kreuz Gremberg                   | 78,6         |                               |                |
|                       | 15        | Dreieck Koln Heumar              | 81,2 - 140,8 |                               |                |
|                       | 16        | Kreuz Koln Ost                   | 137,2 - 87,4 |                               |                |
|                       | 17        | Koln Mehreim                     | 86,2         |                               |                |
|                       | 18        | Refrath                          | 89,2         |                               |                |
|                       | 19        | Bensberg                         | 91,5         |                               |                |
|                       | 20        | Moitzfeld                        | 95,0         |                               |                |
|                       | 21        | Untereschbach                    | 98,1         |                               |                |
|                       | 22        | Overath                          | 104,8        |                               |                |
|                       |           | Area di servizio "Aggertal"      | 106,3        | Solo dir. Krombach            |                |
|                       |           | Area di servizio "Aggertal"      | 106,3        | Solo dir. Aquisgrana (Aachen) |                |
|                       | 23        | Engelskirchen                    | 115,7        |                               |                |
|                       | 24        | Bielstein                        | 118,2        |                               |                |
|                       | 25        | Gummersbach                      | 122,7        |                               |                |
|                       | 26        | Reichshof - Bergneustadt         | 131,3        |                               |                |
|                       | 27        | Eckenhagen                       | 137,1        |                               |                |
|                       | 28        | Kreuz Olpe Sud                   | 146,3        |                               |                |
|                       | 29        | Wenden                           | 146,8        |                               |                |
|                       | 30        | Krombach                         | 153,2        |                               |                |

| A 4 BAD HERSFELD - GORLITZ |           |                                      |               |                               |                |
| Tipo                       | n° uscita | Indicazione                          | km            | Corrispondenze                | Strada europea |
|                            |           | Hattembacher Dreieck                 | 529,0         |                               |                |
|                            |           | Kircheim                             | 524,0         |                               |                |
|                            |           | Area di servizio "Kircheim"          | 524,0         |                               |                |
|                            | 31        | Kircheimer Dreieck                   | 523,3 - 367,4 |                               |                |
|                            | 32        | Bad Hersfeld                         | 356,8         |                               |                |
|                            | 33        | Friedewald                           | 345,4         |                               |                |
|                            | 34        | Wildeck Honebach                     | 338,1         |                               |                |
|                            | 35        | Wildeck Obersuhl                     | 331,1         |                               |                |
|                            | 36        | Gerstungen                           | 328,6         |                               |                |
|                            | 37        | Wommen                               | 320,2         |                               |                |
|                            | 38        | Herleshausen                         | 315,8         |                               |                |
|                            | 39        | Eisenach West                        | 278,3         |                               |                |
|                            | 40a       | Eisenach Ost                         | 267,6         |                               |                |
|                            | 40b       | Sattelstadt                          | 258,2         |                               |                |
|                            | 41a       | Waltershausen                        | 252,3         |                               |                |
|                            |           | Area di servizio "Horselgau"         | 249,4         | Solo dir. Aquisgrana (Aachen) |                |
|                            | 41b       | Gotha - Boxberg                      | 247,5         |                               |                |
|                            | 42        | Gotha                                | 239,2         |                               |                |
|                            | 43        | Wandersleben                         | 231,2         |                               |                |
|                            | 44        | Neudietendorf                        | 223,5         |                               |                |
|                            | 45        | Kreuz Erfurt                         | 221,9         |                               |                |
|                            | 46        | Erfurt West                          | 217,9         |                               |                |
|                            | 47        | Erfurt Ost                           | 208,4         |                               |                |
|                            | 47b       | Erfurt Vieselbach                    | 205,1         |                               |                |
|                            |           | Area di servizio "Eichelborn"        | 203,5         | Solo dir. Gorlitz             |                |
|                            |           | Area di servizio "Eichelborn"        | 203,5         | Solo dir. Bad Hersfeld        |                |
|                            | 48        | Nohra                                | 200,3         |                               |                |
|                            | 49        | Weimar                               | 196,3         |                               |                |
|                            | 50        | Apolda                               | 189,6         |                               |                |
|                            | 51        | Magdala                              | 184,3         |                               |                |
|                            |           | Area di servizio "Schorba"           | 181,5         |                               |                |
|                            | 52        | Schorba                              | 180,9         |                               |                |
|                            | 53        | Jena Goschwitz                       | 171,7         |                               |                |
|                            | 54        | Jena Zentrum                         | 169,8         |                               |                |
|                            | 55        | Stadtroda                            | 158,3         |                               |                |
|                            |           | Area di servizio "Teufestal"         | 155,5         |                               |                |
|                            | 56a       | Hermsdorfer Kreuz                    | 153,2         |                               |                |
|                            | 56b       | Hermsdorf Ost                        | 150,8         |                               |                |
|                            | 57        | Rudersdorf                           | 143,2         |                               |                |
|                            | 58a       | Gera Langenberg                      | 136,9         |                               |                |
|                            | 58b       | Gera                                 | 132,4         |                               |                |
|                            | 59        | Gera Leumnitz                        | 129,8         |                               |                |
|                            | 60        | Ronneburg                            | 124,0         |                               |                |
|                            | 61        | Schmolln                             | 115,9         |                               |                |
|                            | 62        | Meerane                              | 107,1         |                               |                |
|                            | 63        | Glauchau West                        | 104,0         |                               |                |
|                            | 64        | Glauchau Ost                         | 100,0         |                               |                |
|                            | 65        | Hohenstein - Ernstthal               | 91,7          |                               |                |
|                            | 66        | Wustenbrand                          | 83,7          |                               |                |
|                            |           | Area di servizio "Rabensteiner Wald" | 82,9          | Solo dir. Gorlitz             |                |
|                            | 67        | Limbach - Oberfrohna                 | 91,1          |                               |                |
|                            | 68        | Kreuz Chemnitz                       | 76,4          |                               |                |
|                            | 69        | Chemnitz Mitte                       | 74,3          |                               |                |
|                            | 70        | Chemnitz Glosa                       | 70,5          |                               |                |
|                            |           | Area di servizio "Auerswalder Blick" | 67,5          |                               |                |
|                            | 71        | Chemnitz Ost                         | 64,6          |                               |                |
|                            | 72        | Frankenberg                          | 58,8          |                               |                |
|                            | 73        | Hainichen                            | 51,6          |                               |                |
|                            | 74        | Berbersdorf                          | 43,9          |                               |                |
|                            | 75        | Siebenlehn                           | 35,6          |                               |                |
|                            | 76        | Dreieck Nossen                       | 30,3          |                               |                |
|                            | 77a       | Wilsdruff                            | 18,8          |                               |                |
|                            |           | Area di servizio "Dresdner Tor"      | 15,8          |                               |                |
|                            | 77b       | Dreieck Dresden West                 | 13,2          |                               |                |
|                            | 78        | Dresden Altstadt                     | 9,8           |                               |                |
|                            | 79        | Dresden Neustadt                     | 6,7           |                               |                |
|                            | 80        | Dresden Wilder Mann                  | 3,9           |                               |                |
|                            | 81a       | Dresden Hellerau                     | 2,3           |                               |                |
|                            | 81b       | Dresden Flughafen                    | 1,2           |                               |                |
|                            | 82        | Dreieck Dresden Nord                 | 1,2           |                               |                |
|                            | 83        | Hermsdorf                            | 7,8           |                               |                |
|                            | 84        | Ottendorf - Okrilla                  | 10,2          |                               |                |
|                            | 85        | Pulsnitz                             | 18,8          |                               |                |
|                            | 86        | Ohorn                                | 24,5          |                               |                |
|                            | 87        | Burkau                               | 31,2          |                               |                |
|                            | 88a       | Uhyst                                | 37,4          |                               |                |
|                            |           | Area di servizio "Oberlausitz"       | 45,0          |                               |                |
|                            | 88b       | Salzenforst                          | 47,7          |                               |                |
|                            | 89        | Bautzen West                         | 51,4          |                               |                |
|                            | 90        | Bautzen Ost                          | 55,3          |                               |                |
|                            | 91        | Weissenberg                          | 69,9          |                               |                |
|                            | 92        | Nieder Seifersdorf                   | 77,2          |                               |                |
|                            | 93        | Kodersdorf                           | 87,8          |                               |                |
|                            | 94        | Gorlitz                              | 92,6          |                               |                |
|                            |           | Confine di Stato - Polonia           | 96,3          |                               |                |

## Curiosità
Il tratto compreso tra Wildeck ed Eisenach è rimasto chiuso al traffico fino al 1990, in quanto tale tratto attraversava il confine tra la Germania Ovest e la Germania Est per ben tre volte e ciò rendeva difficili i controlli alle polizie di frontiera.